# Phyllolabis flavida
Phyllolabis flavida är en tvåvingeart som beskrevs av Alexander 1918. Phyllolabis flavida ingår i släktet Phyllolabis och familjen småharkrankar. Inga underarter finns listade i Catalogue of Life.